# Catedral de Santa Catalina (Krasnodar)
La catedral de Santa Catalina (del ruso: Свято-Екатерининский собор) es la iglesia catedral de Krasnodar, sede de la eparquía de Ekaterinodar y el Kubán de la Iglesia ortodoxa rusa.

## Historia

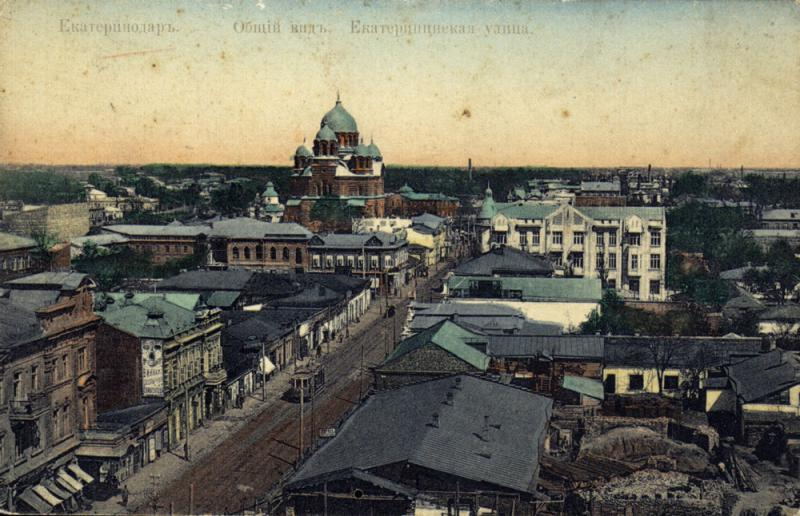
La catedral a inicios del.

Se decidió construir la catedral el 17 de octubre de 1889, un año después del Accidente del Tren del Emperador, en el cual la familia del zar Alejandro III salió ilesa, pues no mucho tiempo atrás de la catástrofe el zar y la zarina habían visitado Ekaterinodar. Se planeó la construcción de una nueva iglesia con siete altares, el principal dedicado a Santa Catalina y el resto a miembros de la familia del zar (María, Nicolás, Giorgi, Mijaíl, Ksenia y Olga).
La construcción del templo se inició el 23 de abril de 1900, en la plaza de Santa Catalina, en el emplazamiento de la antigua iglesia de Santa Catalina, de madera, construida en 1814. En el proyecto trabajó el arquitecto local Iván Malgerb. La construcción de la catedral fue detenida a menudo por falta de medios, hasta que al fin, el 24 de marzo de 1914, en parte gracias al interés activo del alcalde de Ekaterinodar Mijaíl Skvórikov, se dio por finalizada la edificación y se consagró solemnemente del altar principal.
En 1922 la catedral pasó a la Iglesia Viva. Ese mismo año la iglesia fue completamente expoliada para paliar la hambruna en la región del Volga. En la década de 1930 se iniciaron los preparativos para su demolición, que fue detenida por las gestiones del arquitecto Malgerb. El 26 de junio de 1934 la dirección de la eparquía de la Iglesia Viva decidió abandonar el templo, y la catedral fue transformada en almacén. Las campanas fueron fundidas.
Los oficios religiosos se reanudaron en 1942 durante la ocupación nazi de Krasnodar, y en 1944 (con su liberación por el Ejército Rojo se restableció el culto. La advocación de los altares, salvo el dedicado a Santa Catalina, fue cambiada a Uspenski, Voskresenski, Blagoveshchenski, Sergiévski y Varvarinski. En 1988, en ocasión de la conmemoración de los 1000 años de cristiandad en Rusia, la catedral fue restaurada y se colocaron nuevas campanas.
Entre finales de 2011 y abril de 2012 se realizaron trabajos de restauración de la cúpula principal del templo, que fue recubierta de pan de oro.